# Christian Juel (hofjægermester)
 Der er flere personer med dette navn, se Christian Juel.
Christian Frederik Iuel (Juel) (født 29. september 1894 på Meilgaard, død 11. september 1941 sammesteds) var en dansk godsejer, far til Niels Iuel.
Han var søn af Niels Juel og Clara Anna Sofie født Treschow. Han blev uddannet forstkandidat, og fra 1931 ejede han Meilgaard og Østergaard. Han blev hofjægermester.
28. maj 1920 ægtede han på Torbenfeldt Kate Harriet Treschow (født 26. juli 1899 på Orelund, død 25. november 1990), datter af Frederik Treschow og Olga Julie Georgine født Uhlendorff.
Han er begravet på Skovkirkegården Skippershoved, Glesborg Sogn.